# 第1空中機動師団 (ウクライナ空中機動軍)
第1空中機動師団（だい1くうちゅうきどうしだん、ウクライナ語: 1-ша аеромобільна дивізія）は、かつてウクライナ空中機動軍にあった師団のひとつ。南部作戦軍団隷下であった。

## 概要
1993年5月5日、ソ連空挺軍第98親衛空挺師団隷下の第217親衛落下傘連隊、第299親衛落下傘連隊を基幹に、オデッサ州ボルフラードで創設された。
1995年から、国際連合の国際連合平和維持活動に参加した。
2002年5月、第25空挺旅団がドニプロペトロウシク州に移駐された。
2002年11月8日、第25空挺旅団がドニプロペトロウシク州駐屯の第6軍団に転属された。
2003年、レオニード・クチマ大統領の軍縮命令に伴い、解体された。

## 編制
- 師団司令部（ボルフラード）
- 第25空挺旅団（グヴァルディスコエ）
- 第45空中機動旅団（ボルフラード）
- 第27機械化旅団（ビルホロド＝ドニストロフスキー）
- 第91砲兵連隊（ウクライナ語版）（ヴェセリー・クート）
- 第5独立対戦車砲大隊
- 第615独立地対空ミサイル大隊
- 第32独立通信大隊
- 第95独立戦闘工兵大隊
- 第857独立空挺支援大隊
- 第356独立支援大隊
- 第160独立整備大隊